# Kabandungan (plaats)
Kabandungan is een bestuurslaag in het regentschap Sukabumi van de provincie West-Java, Indonesië. Kabandungan telt 7617 inwoners (volkstelling 2010).